# رهن

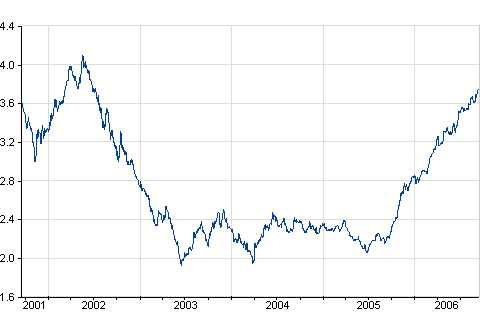
تغیییرات در طی 5سال

## عقد رهن

### تعریف رهن
واژه رهن از نظر لغوی یعنی "گرو و وثیقه" ویا "ثبات و دوام" است. در قرآن نیز واژه رهن بر وزن فعیل به معنای "گرو" آمده است: کُلُّ نَفسٍ بِماکَسَبَت رَهینَةٌ: هرکس در گرو آن چیزیست که کسب کرده است.
ویا درجای دیگر قرآن عبارت "فَرِهانٌ مَقبوضَةٌ" رهن در معنای "وثیقه" بکار برده شده و به پیروان خود دستور می دهد چنانچه دِینی میان شما رد و بدل شد و امکان کتابت و تنظیم سند نداشتید، پس وثیقه ای 「از مدیون」بگیرید.
اما در اصطلاح حقوقی: «رهن عقدی است که به موجب آن مدیون مالی را برای وثیقه به داین میدهد.»
اما تعاریف دیگری نیز از عقد رهن ارائه شده است. به عنوان مثال مرحوم دکتر کاتوزیان رهن را اینگونه تعریف می کند: «عقدي را که به موجب آن، مال مدیون وثیقۀ طلب قرار میگیرد، رهن مینامند»

#### طرفین عقد رهن
عقد رهن نیز مانند غالب عقود دیگر دارای دوطرف است:
- رهن دهنده یا همان بدهکار که مال خود را نزد دیگری گرو میگذارد را "راهن" میگویند.[۷]
- رهن گیرنده یا طلبکار در عقد رهن، "مُرتَهِن" نام دارد.[۸]

راهن و مرتهن طرفین اصلی عقد هستند. همچنین مالی که به وثیقه داده می شود «عین مرهونه / رهینه» نامیده می شوند.

#### ویژگی های عقد رهن
- عقد رهن یک عقد معین است.
- عقد رهن دووجهی است یعنی نسبت به مرتهن جایز و نسبت به راهن لازم است.
- این عقد به عقیده بعضی معوض و به گمان بعضی غیرمعوض است
- عقد رهن یک عقد عینی است یعنی قبض در آن شرط صحت است
- این عقد غیر قابل تجزیه است
- عقد رهن تبعی است یعنی تابع وجود یک دین است
- عقد رهن موجد حق عینی تبعی است

#### احکام رهن
- عقد رهن از طرف راهن لازم است . از این رو، وی نمی‌تواند آن را برهم زند، اما از طرف مرتهن، جایز می‌باشد و او علی‌الاصول می‌تواند آن را فسخ کند.[۹]
- مال مرهونه می‌تواند در مقابل چند دین مورد رهن قرار گیرد.
- همچنین چند راهن می‌توانند یک مال را نزد یک مرتهن گرو بگذارند.[۱۰]